# 率滨
率濱（： Sol-bin；1997年8月19日—），本名安率濱（： An Sol-bin），2014年8月28日以韓國女子組合LABOUM成員身分於韓國正式出道，發行首張單曲專輯《Petit Macaron》，隊内擔任門面、中心、Rapper、領唱。

## 經歷
出道前曾出演Brown Eyed Girls《One summer night》MV并擔任女主角以及《The Original》teaser。
2014年8月28日以LABOUM成員身分於韓國正式出道，發行首張單曲專輯《Petit Macaron》。
2016年
- 首次擔任KBS音樂節目《Music Bank》主持人。

- 出演電影《對決》以及JTBC電視劇《所羅門的僞證》，正式踏入戲劇圈。[2][3]

2018年
- 主演電影《生存者偏向的錯誤》，首次挑戰動作演技，預計六月正式開拍。[4]
- 主演KBS電視劇《一閃一閃聽見的》，首次擔任女主角。[5]

2019年首次擔任 JTBC美妝節目 《Beauty Room》 主持人

## 音乐作品

### 電視劇原聲帶
| 發行日期      | 電視劇名稱             | 歌曲名稱   | 備註               |
| 2019年2月27日 | MBC 《春天來了，春天》 | 與春天相遇 | 與成員昭娟、ZN一起 |

### 音樂創作
依據社團法人韓國音樂著作權協會(KOMCA)登記之資料 
- 登記名稱 / 登記編號 / 參與歌曲列表：안솔빈 / 10020214 / [7]

## 影視作品

### 電影
| 年份   | 影片名稱             | 角色   | 性質   | 備註  |
| 2016年 | 《對決》             |        | 配角   | [ 8 ] |
| 2019年 | 《生存者偏向的錯誤》 | 成智娜 | 女主角 |       |
| 2021年 | 《只看得見我》       | 敏靜   | 女主角 | [ 9 ] |

### 戲劇
| 年份   | 電視台 / 播放平台  | 戲劇名稱                | 角色   | 性質     |
| 2016年 | JTBC               | 《所羅門的僞證》        | 李幼珍 | 女配角   |
| 2017年 | SBS                | 《再次重逢的世界》      | 南順智 | 女配角   |
| 2017年 | OCN                | 《Melo Holic 愛情中毒》 | 金敏貞 | 女配角   |
| 2017年 | Naver TV           | 《排放的伙子們》        | 柳芬梨 | 女主角   |
| 2018年 | SBS                | 《善良魔女傳》          | 奉千智 | 女配角   |
| 2018年 | KBS                | 《一閃一閃聽見的》      | 李秀雅 | 女主角   |
| 2019年 | NAVER TV & YouTube | 《Soul Plate》          | 蘇菲亞 | 女主角   |
| 2020年 | Channel A          | 《Touch》               | 宋河媛 | 客串     |
| 2020年 | JTBC               | 《梨泰院Class》         | 鄭恩星 | 客串     |
| 2020年 | SBS                | 《便利店新星》          | 丁銀星 | 女配角   |
| 2021年 | MBC                | 《Oh！珠仁君》          | 金智研 | 特別演出 |
| 2021年 | JTBC               | 《IDOL：The Coup》      | 賢智   | 女配角   |

### 音樂錄影帶
| 年份   | 歌曲名稱           | 歌手             |
| 2012年 | One summer night   | Brown Eyed Girls |
| 2016年 | Stalker            | U-KISS           |
| 2020年 | I think, I`m drunk | HWANG IN WOOK    |

### 綜藝節目
| 年份   | 日期                    | 電視台 / 平台 | 節目名稱         | 備註       |
| 2015年 | 6月19日－9月4日         | MBC           | 《秘密武器 她》  | 固定出演   |
| 2017年 | 12月1日－2018年1月26日  | SBS           | 《叢林的法則》   | 庫克群島篇 |
| 2019年 | 9月17日－10月28日       | MBC           | 《浪漫CLUB》     | 固定出演   |
| 2021年 | 12月25日－2022年5月28日 | CoupangPlay   | 《SNL Korea S2》 | 固定出演   |

## 主持
| 日期                         | 電視臺 | 節目名稱                  | 備註   |
| 2016年7月1日－2018年6月8日   | KBS2   | Music Bank                | 固定MC |
| 2016年11月21日－2017年3月7日 | TV朝鮮 | 偶像宴會                  | 固定MC |
| 2019年4月2日－2019年4月23日  | Olive  | One Pick Road             | 固定MC |
| 2019年4月8日－2019年6月10日  | JTBC4  | Beauty Room               | 固定MC |
| 2019年11月9日－2020年7月29日 | 동아TV | Beauty and Booty Season 4 | 固定MC |
| 2020年9月30日－至今          | 동아TV | Beauty and Booty Season 5 | 固定MC |